# Gian Antonio Turinetti di Priero
Gian Antonio Turinetti, marchese di Priero, di Pancalieri e di Cimena, conte di Castiglione, di Castelvairo e di Pisino (Torino, 8 febbraio 1762 – Torino, 31 maggio 1801) è stato un nobile italiano, sindaco di Torino nel 1794.

## Biografia
Figlio di Ercole (1717-1781) e di Gabriella Falletti di Villafalletto, sposò Polissena Teresa Gamba della Perosa (1764-1844). Dal matrimonio nacquero otto figli, tra i quali Demetrio (1789-1850), che partecipò ai moti del 1820-1821.
Secondo un'indagine del 1799, la sua casata era la sesta più ricca del Regno di Sardegna. 
Nel 1793 lasciò Torino con i familiari, tornandovi l'anno seguente per assumere la carica di sindaco. Dopo l'occupazione francese, nel 1799 fu deportato in Francia come ostaggio e passò in prigione i due anni seguenti: poco dopo essere stato scarcerato, morì il 31 maggio 1801.